# Prieuré de Saint-André-de-Rosans
Pour les articles homonymes, voir Rosans (homonymie).
Le prieuré de Saint-André-de-Rosans est une église romane en ruines située sur le territoire de la commune de Saint-André-de-Rosans dans le département français des Hautes-Alpes en région Provence-Alpes-Côte d'Azur.

## Historique
Le prieuré de Saint-André-de-Rosans a été établi à la suite d'une donation d'un clerc, prénommé Richaud, à l'abbaye de Cluny en 988. Les biens donnés s'étendaient sur plusieurs communes situées aux confins des Hautes-Alpes et de la Drôme, mais aussi dans le Vaucluse (Malaucène) ou dans les Alpes-de-Haute-Provence (Mison). 
Le prieuré, détruit en grande partie  à l'occasion des guerres de Religion, subsista jusqu'à la Révolution. 
Il fut souvent confondu, jusqu'au XIXe siècle avec un temple consacré à Bacchus tant son décor lié à la vigne est important. Les spécialistes ont reconnu dans ces lacs de pampres la feuille du cépage Paga Debiti.
L'église priorale, en ruines, conserve un chœur et un transept typiques du premier art roman (XIe siècle) et une nef du XIIe siècle.
L'église fait l'objet d'un classement au titre des monuments historiques depuis le 3 juillet 1925.

## Architecture
De ce prieuré clunisien fondé à la fin du Xe siècle (988) et disparu au XVIe siècle avec les guerres de Religion, il reste pourtant des vestiges du plus grand intérêt archéologique appartenant à la 2e moitié du XIIe siècle et au XIIe siècle, .

### Chapiteaux

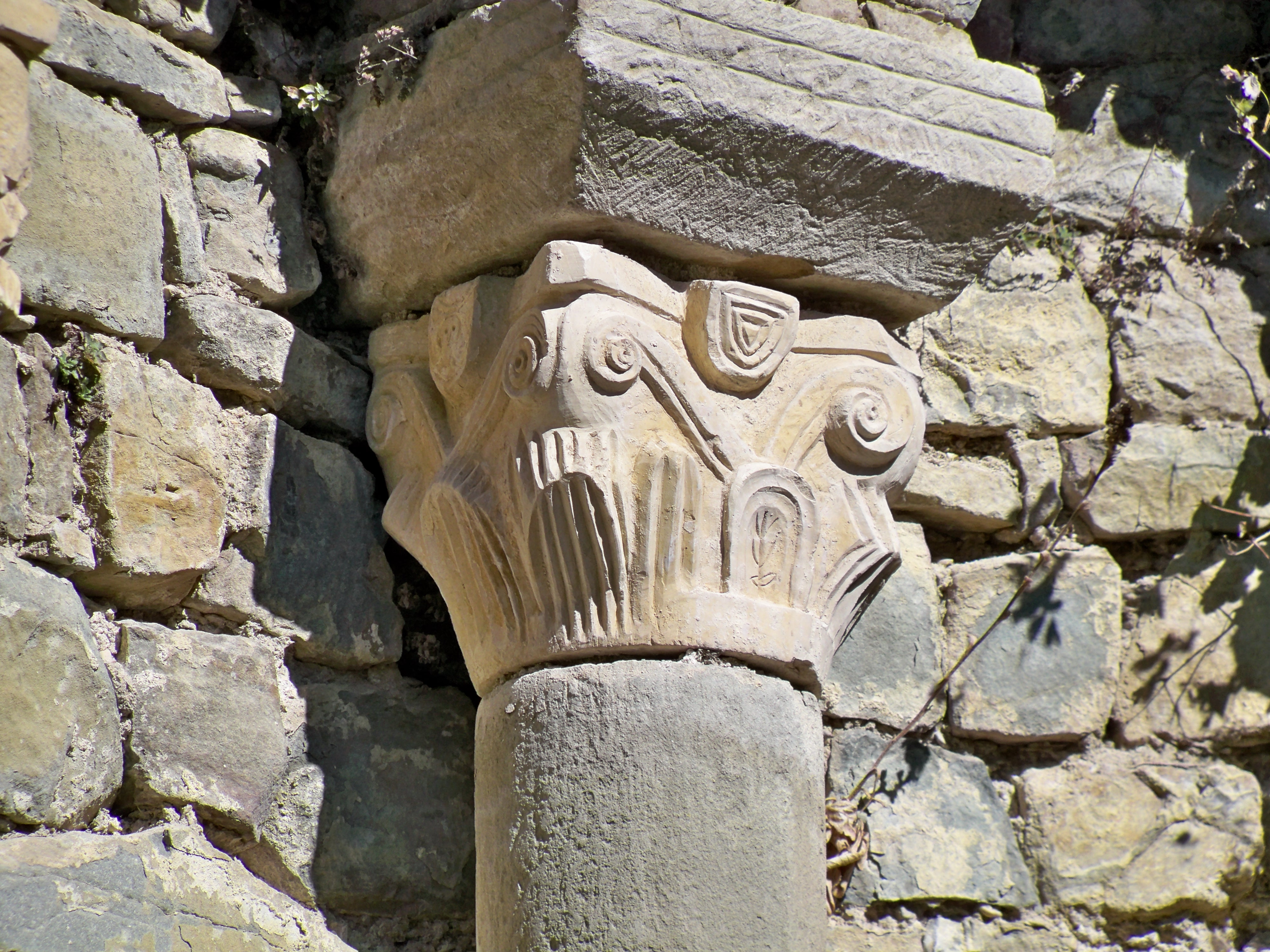
Chapiteau de l'abside.
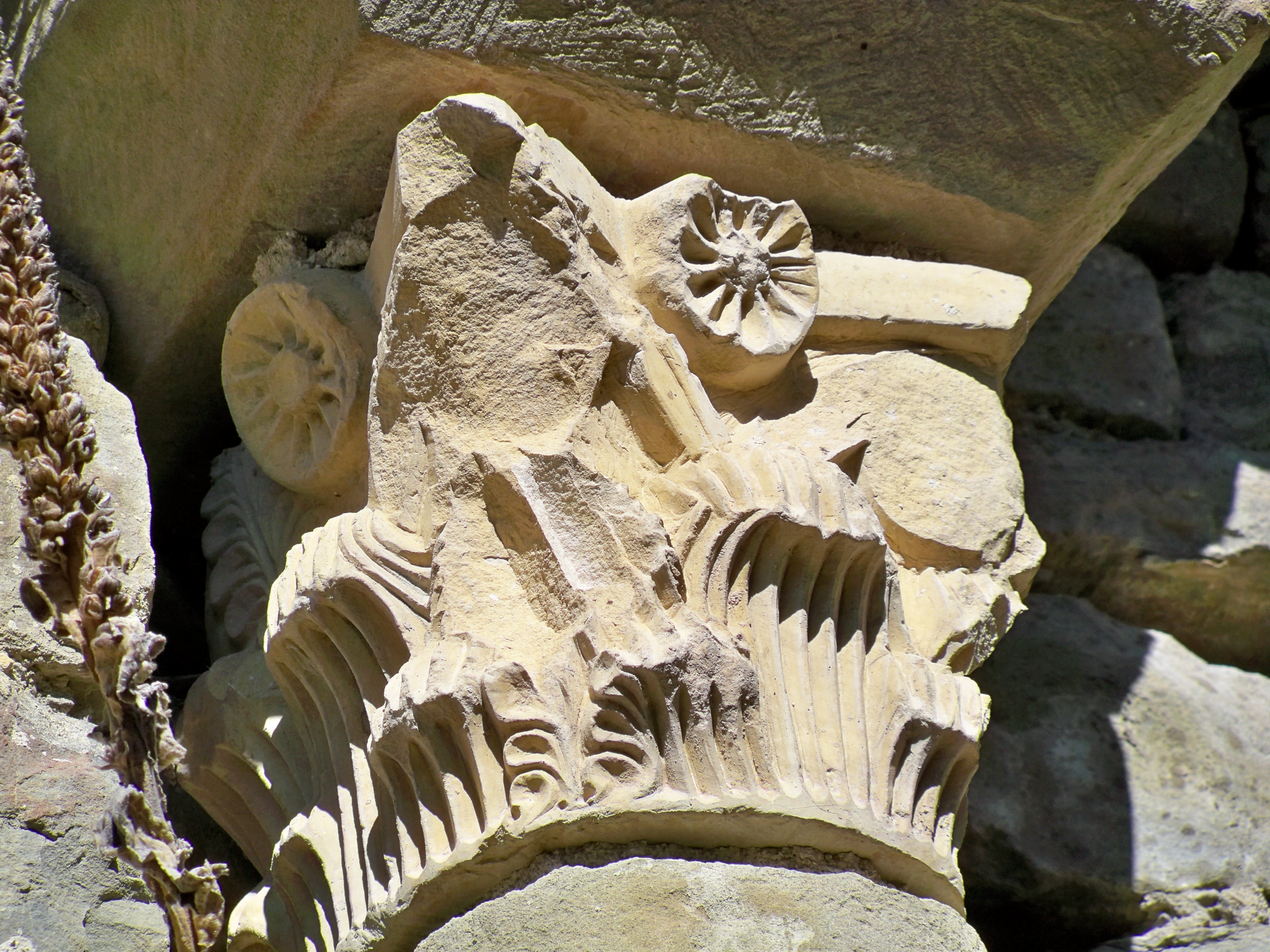
Chapiteau de l'abside.

### Colonnades du chœur

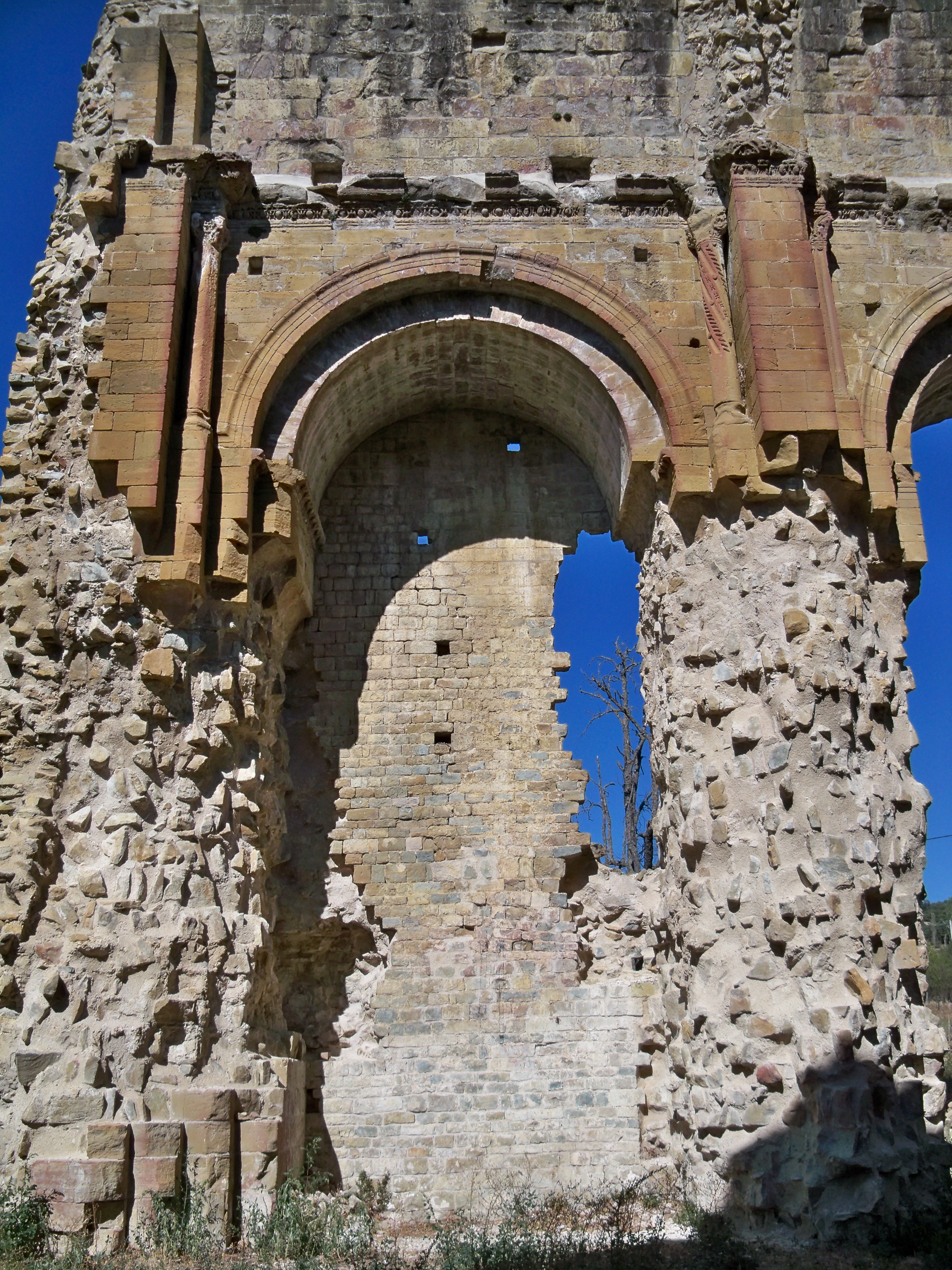
Trois types de colonnades.
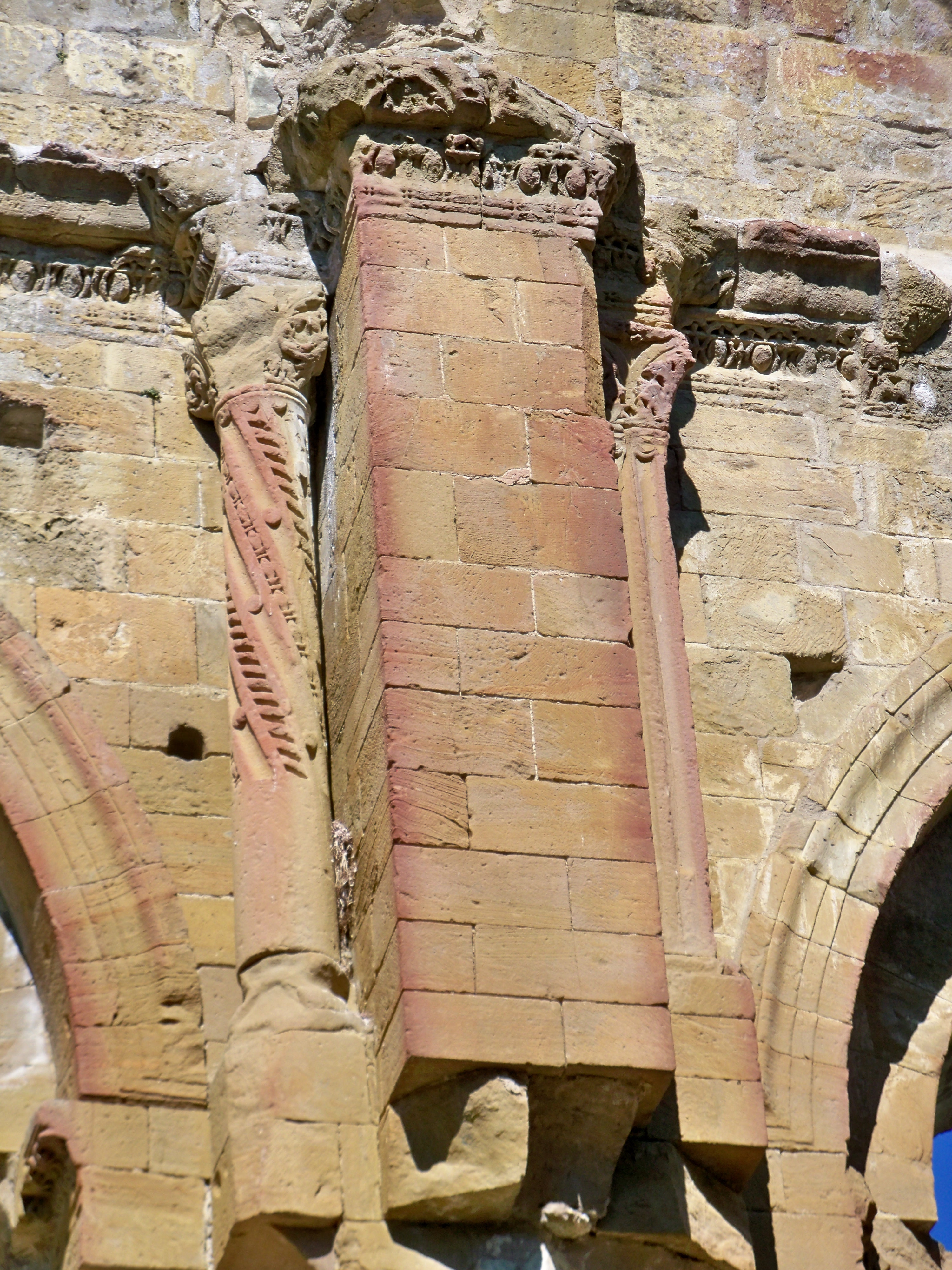
Colonnade torse.

### Mosaïques
Le pavement de mosaïque découvert dans le prieuré a été réalisé par le même atelier que celui de l'abbaye Notre-Dame de Ganagobie.

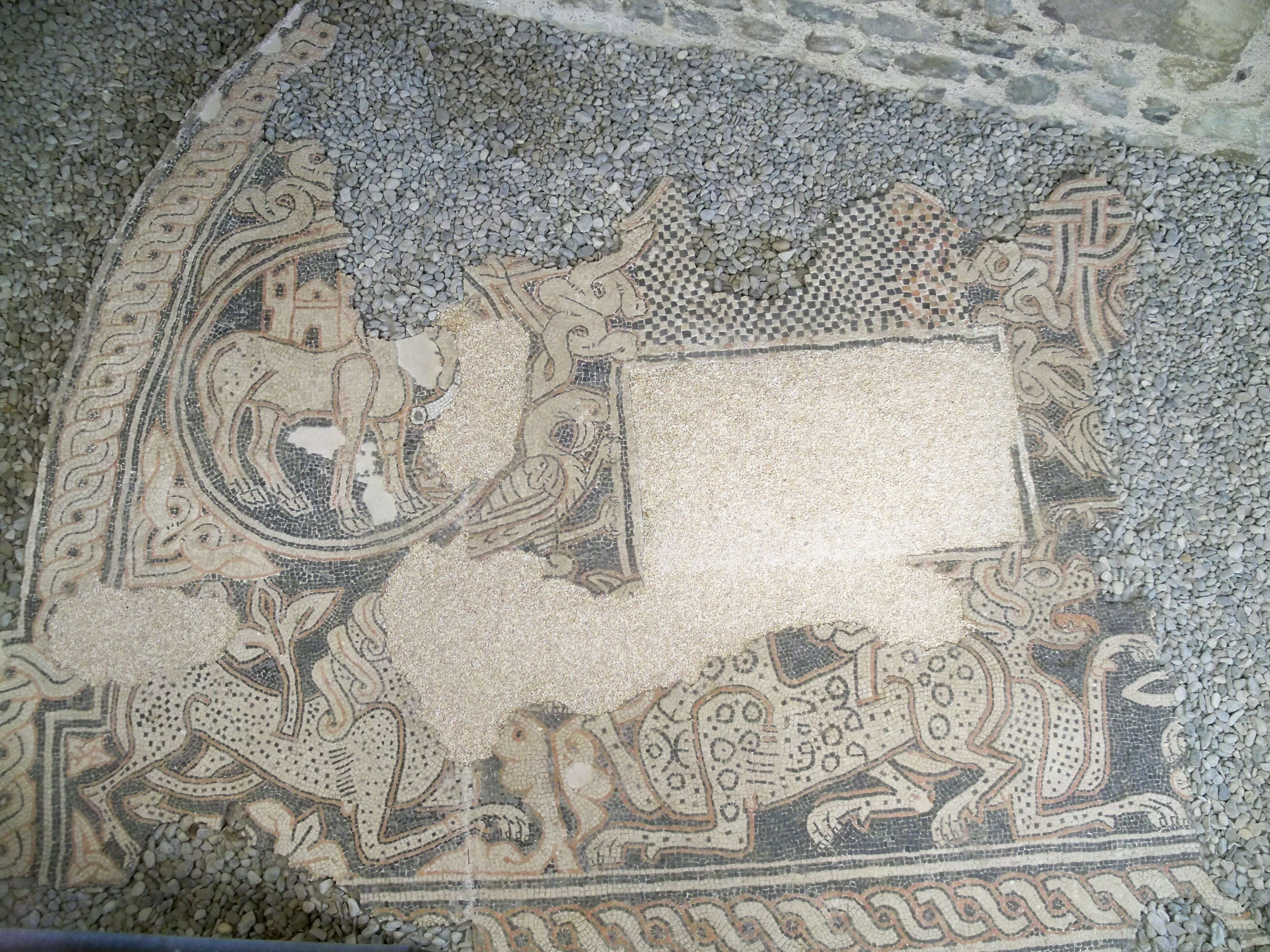
Éléphant et griffons.
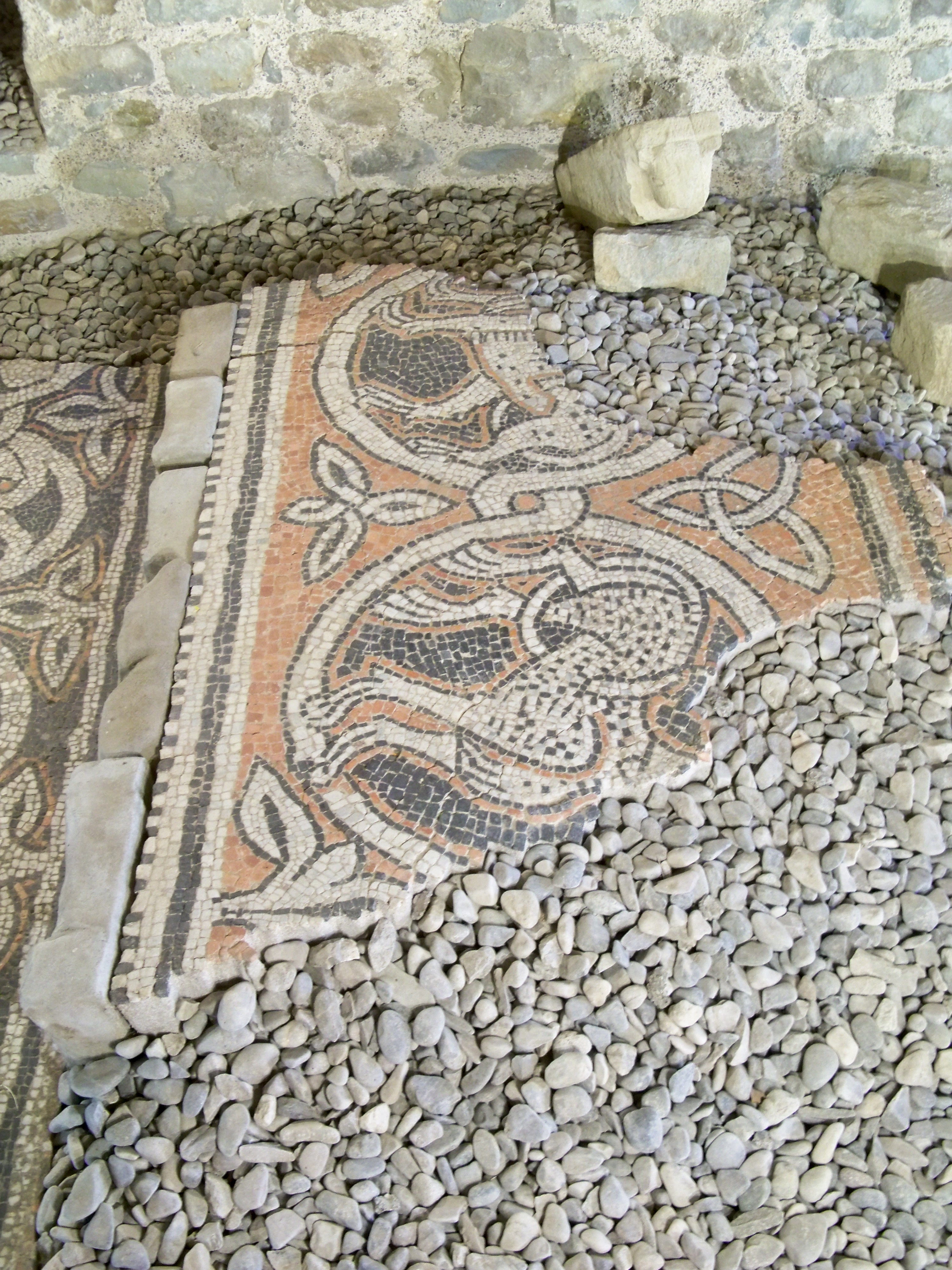
Griffons.
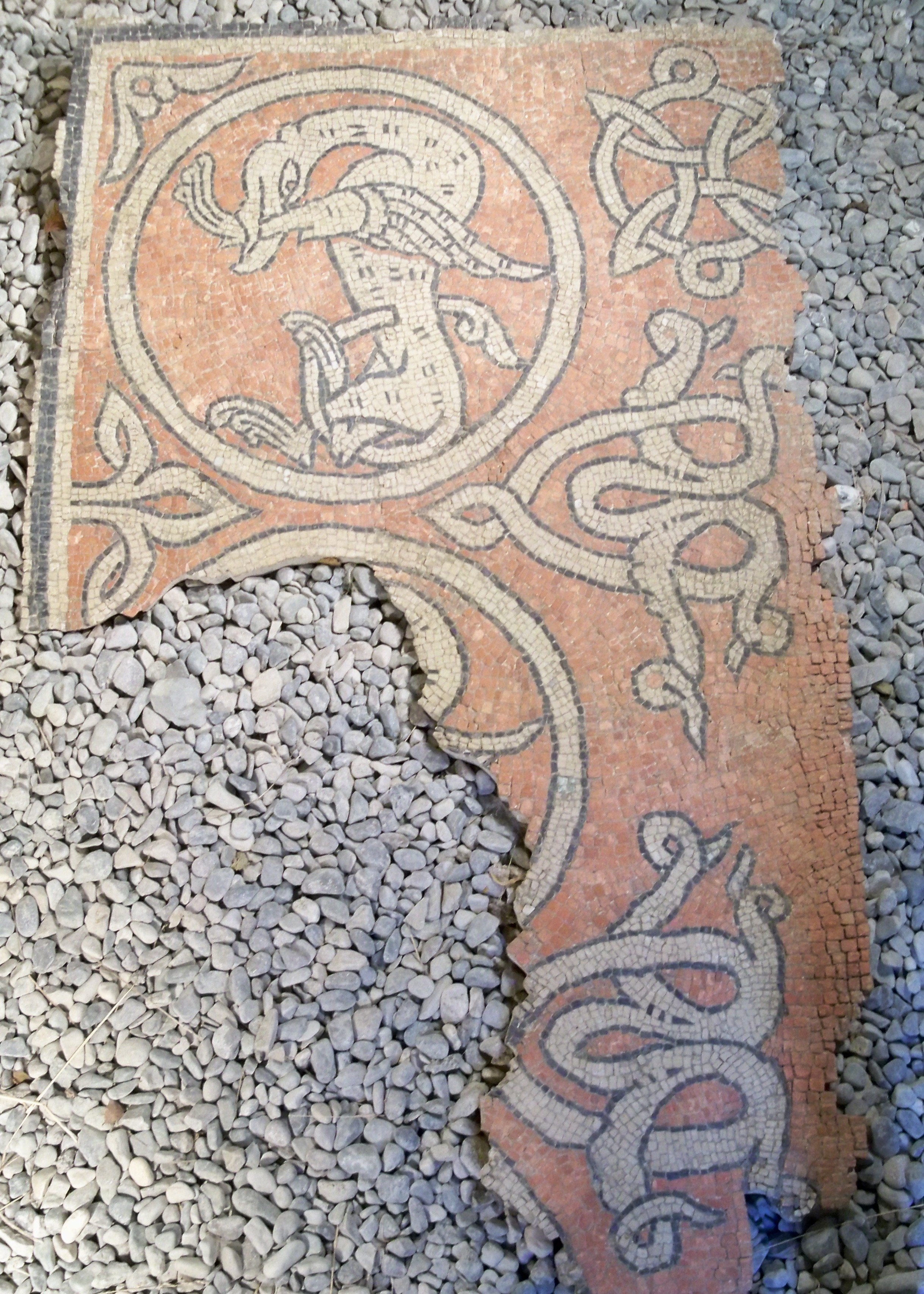
Griffon.
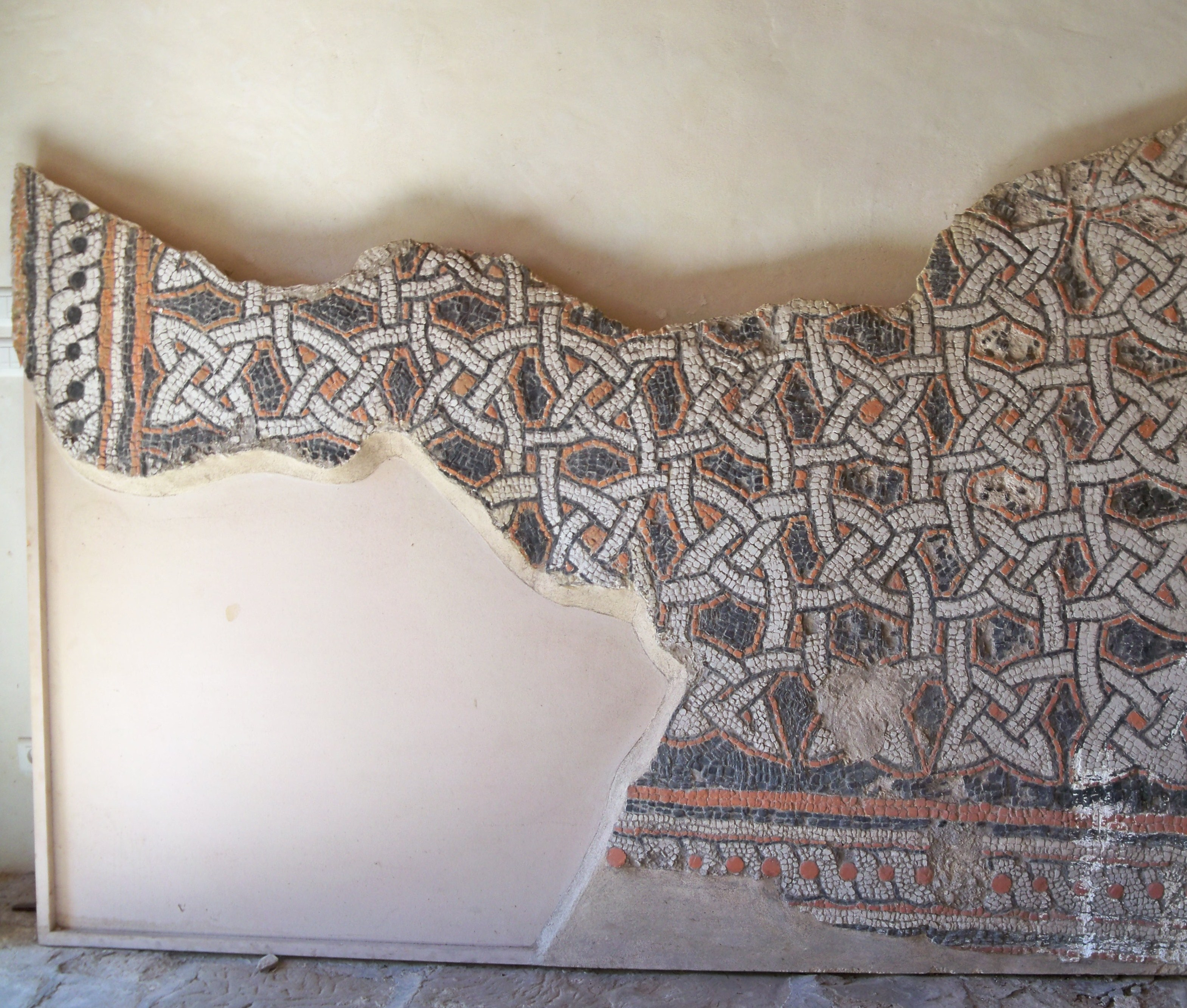
Entrelacs.
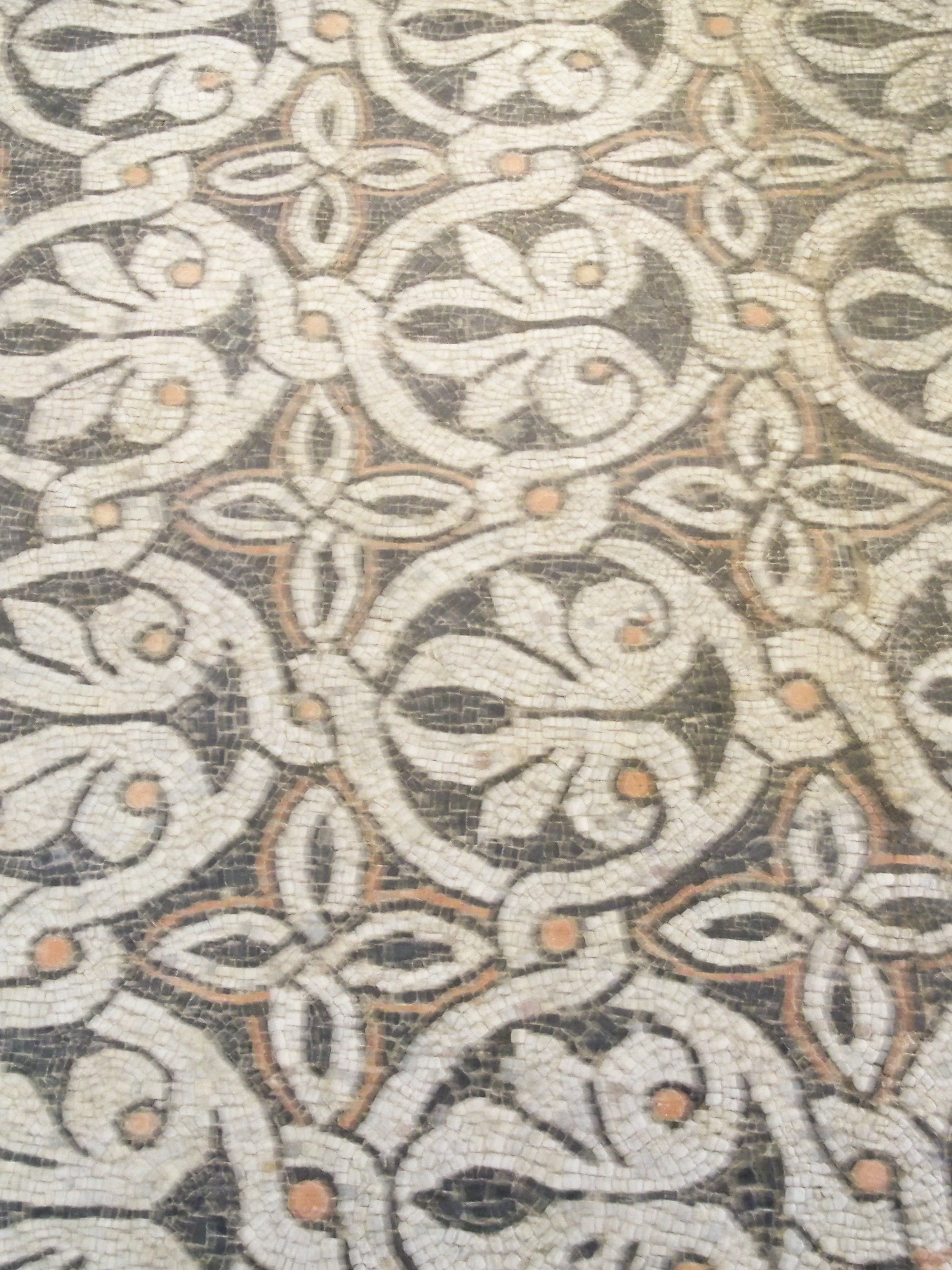
Motifs végétaux.
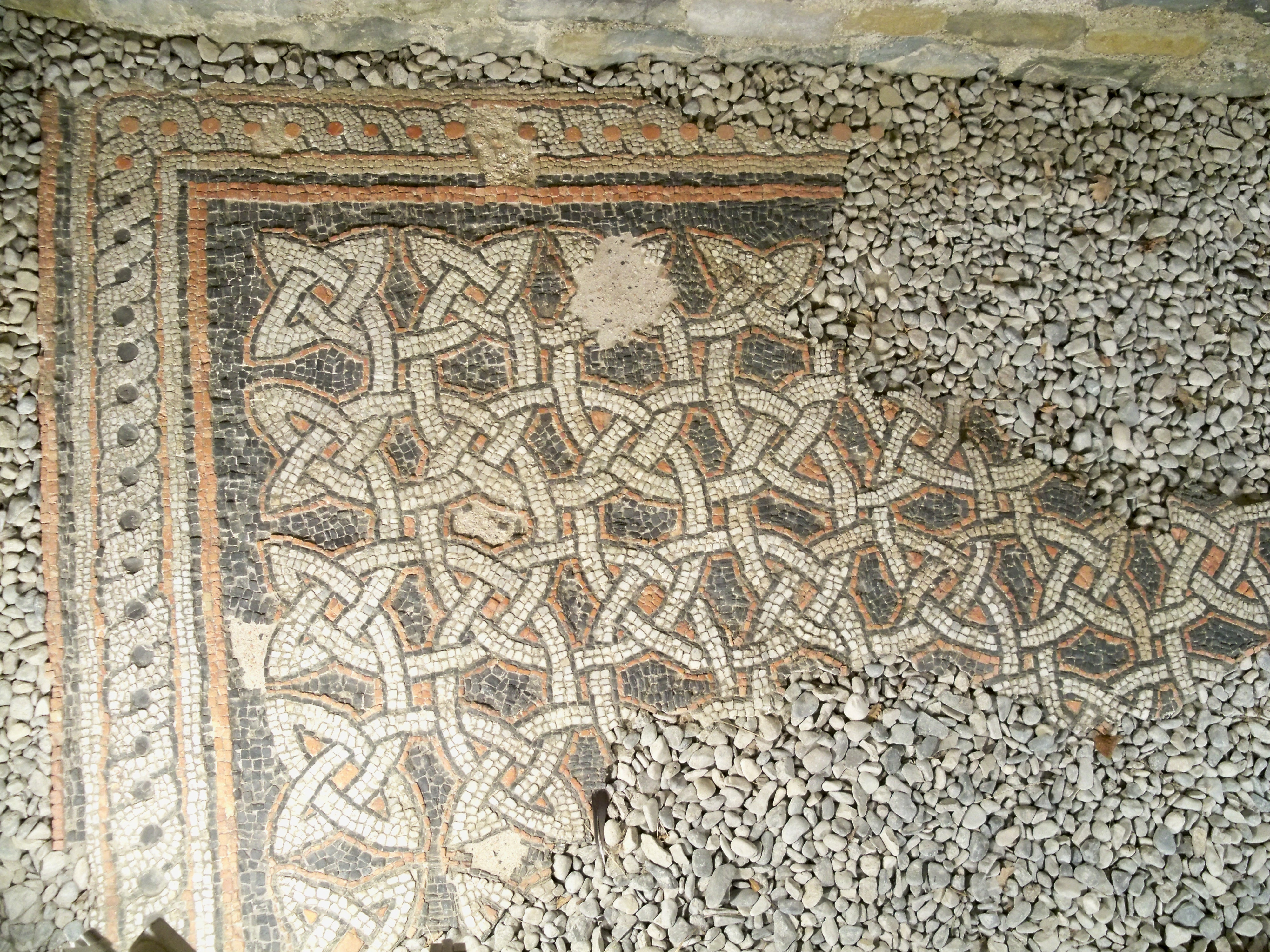
Entrelacs.

### Dédicace

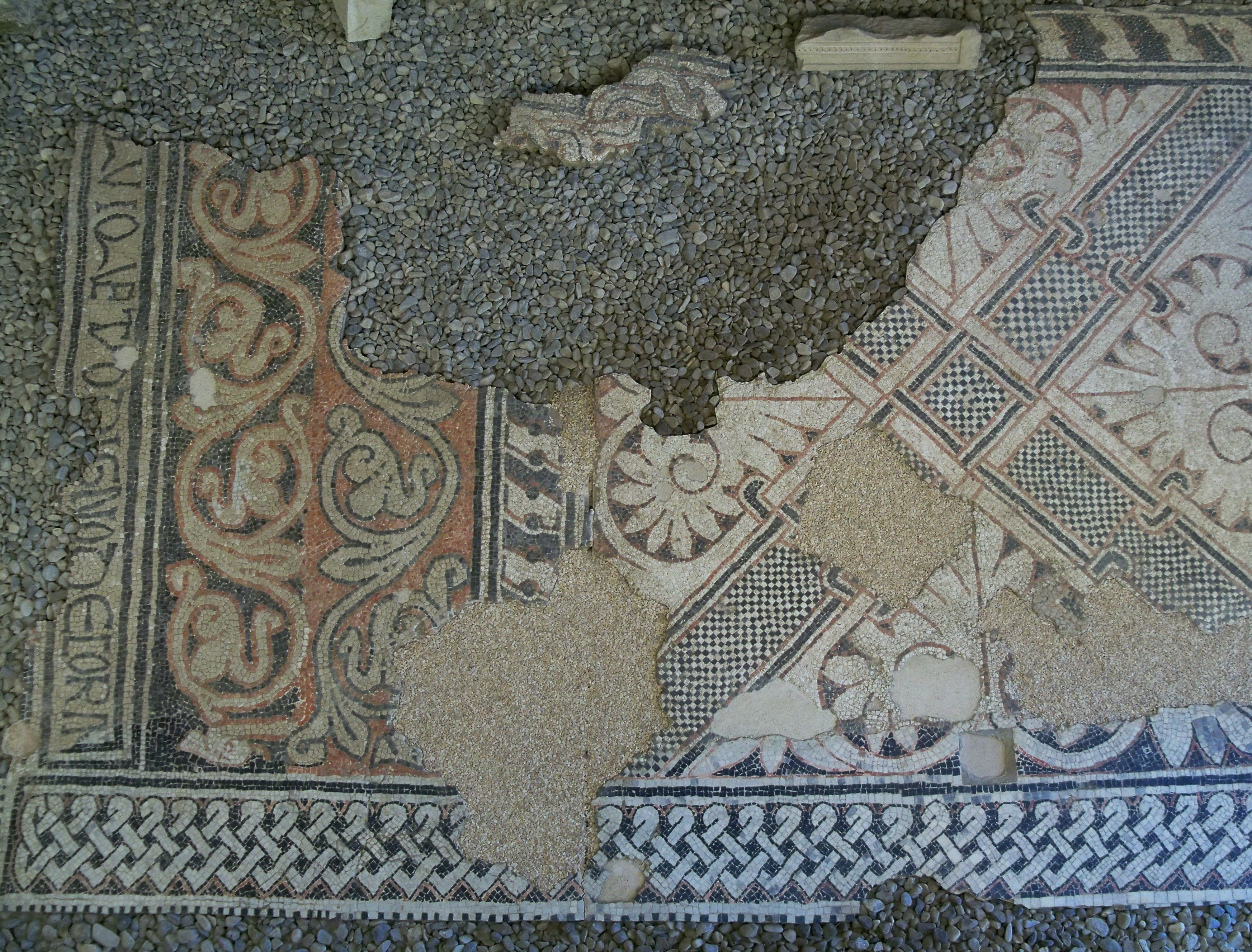
Inscription gauche.
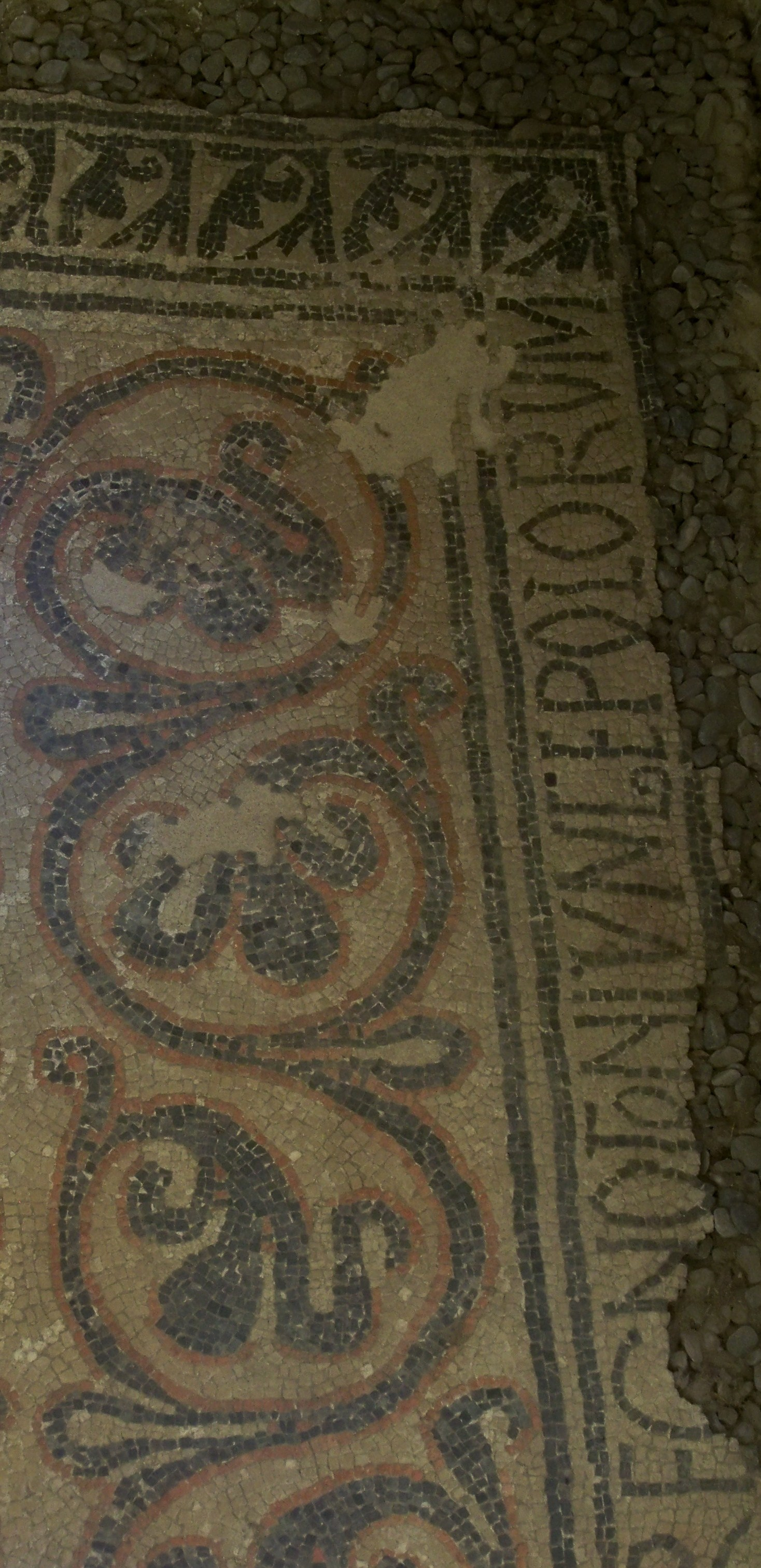
Inscription droite.
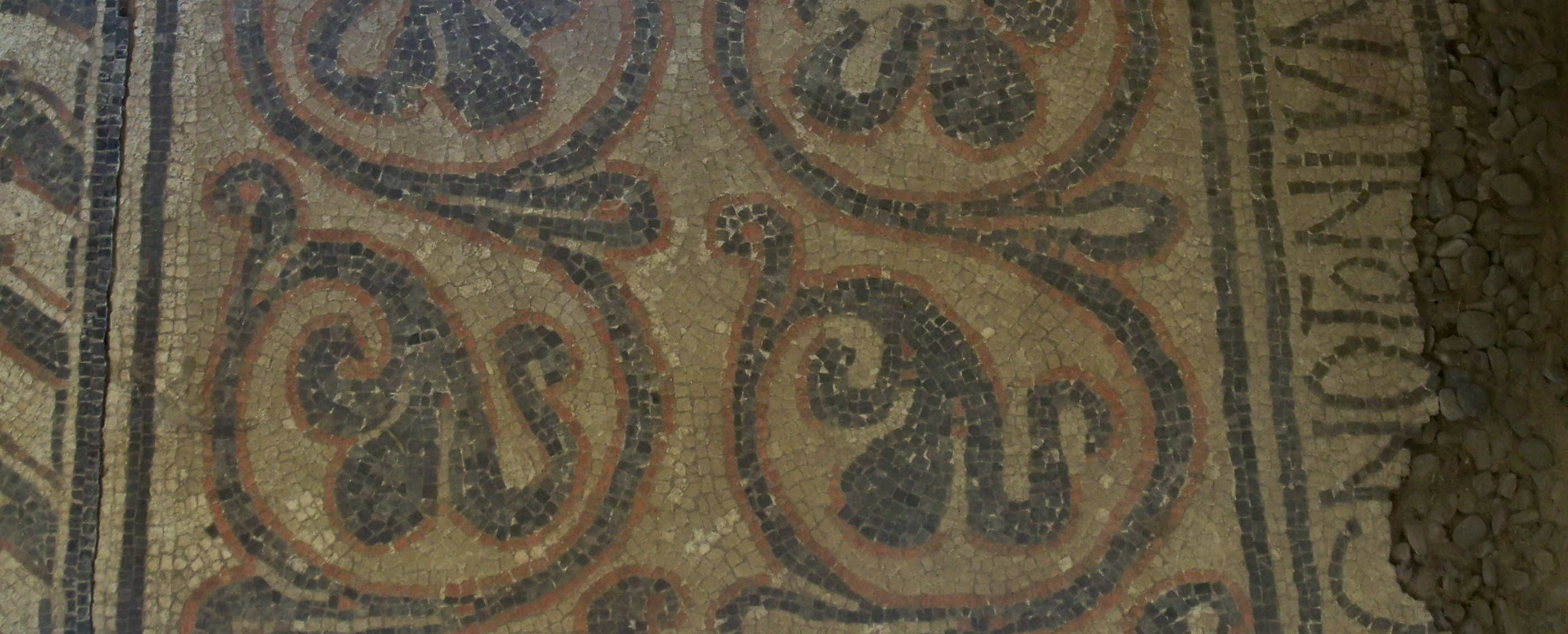
Inscription droite.

### Frises

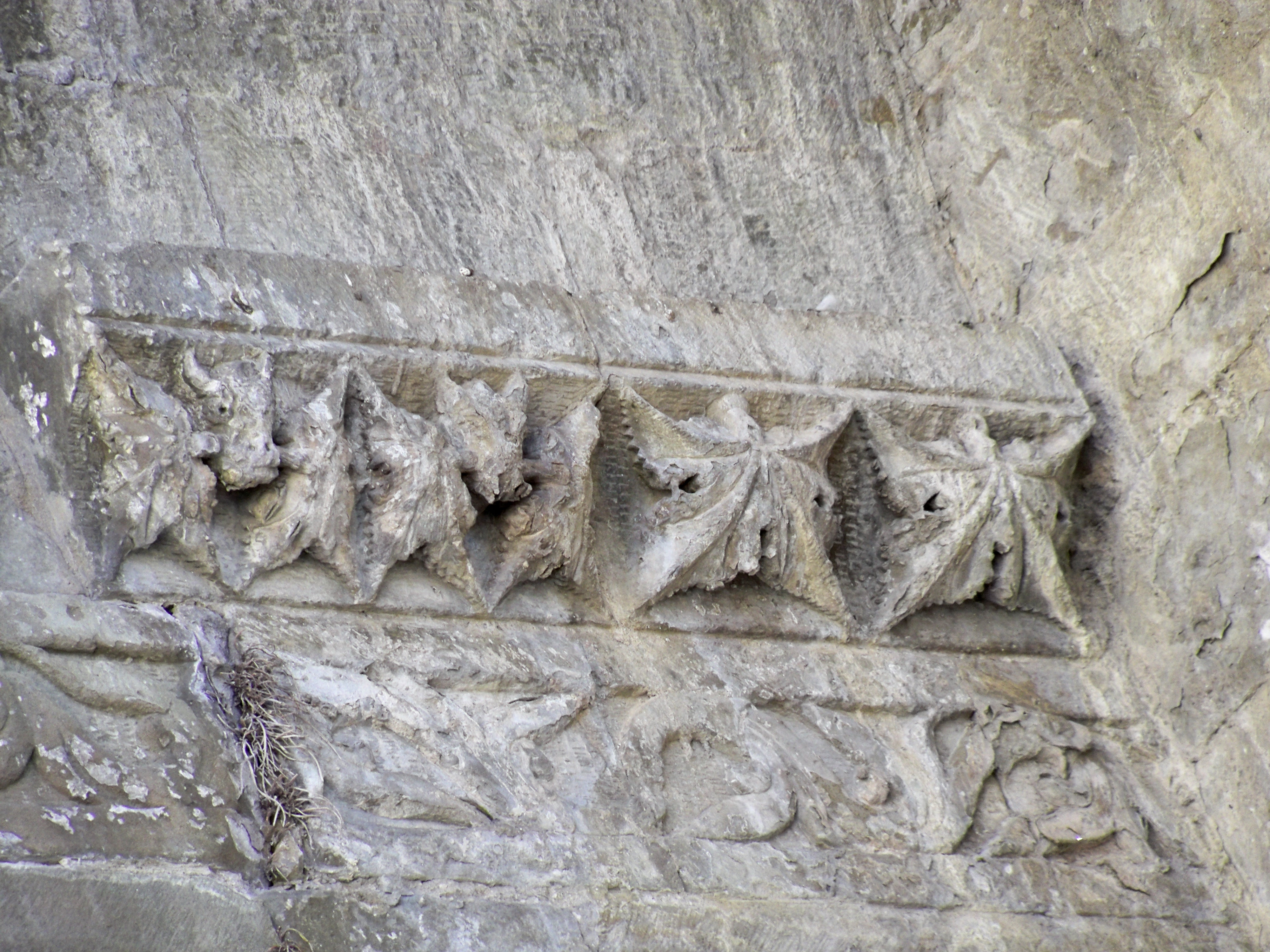
Feuilles de vigne Paga Debiti.
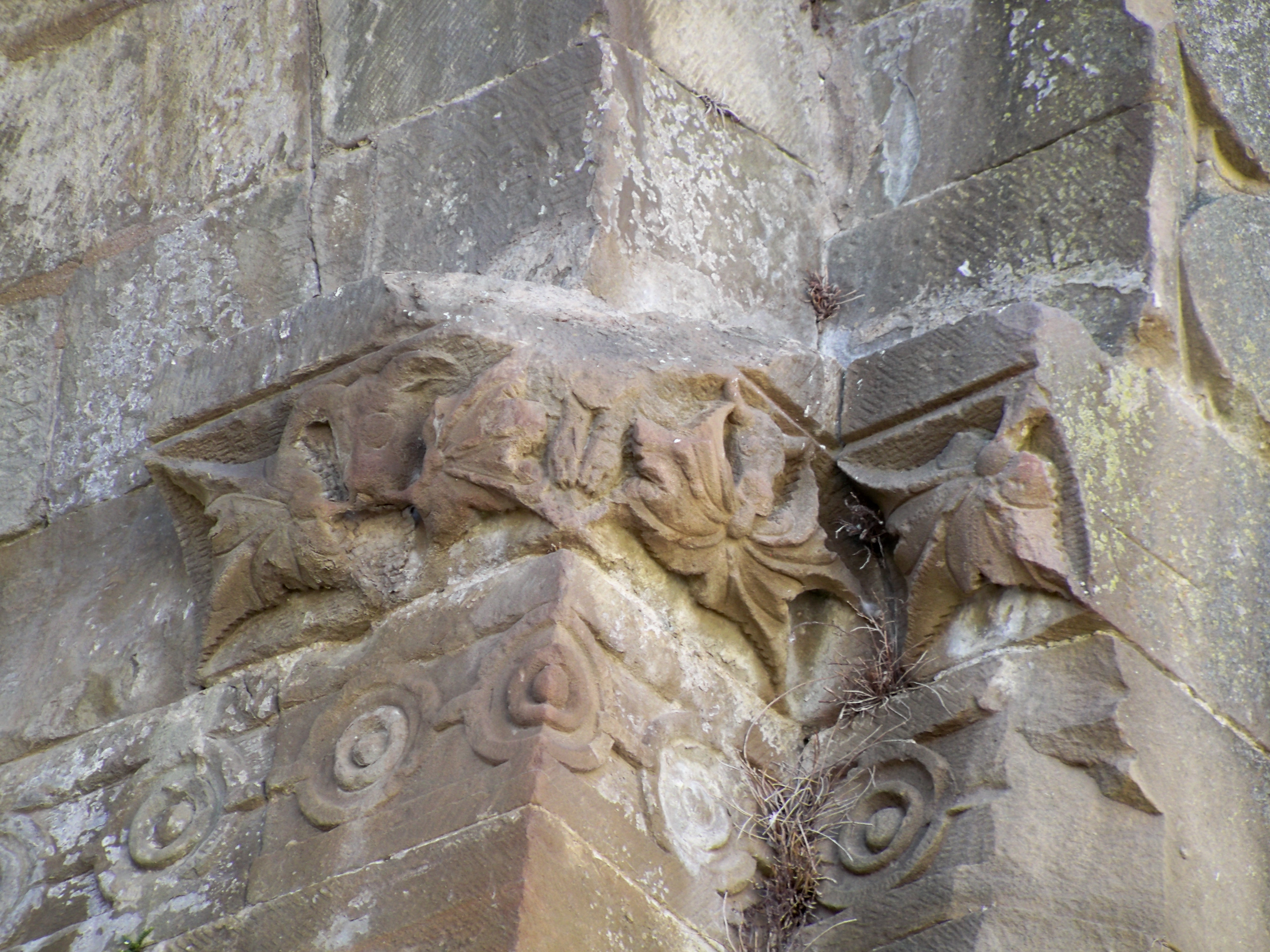
Feuilles de vigne et de figuier.
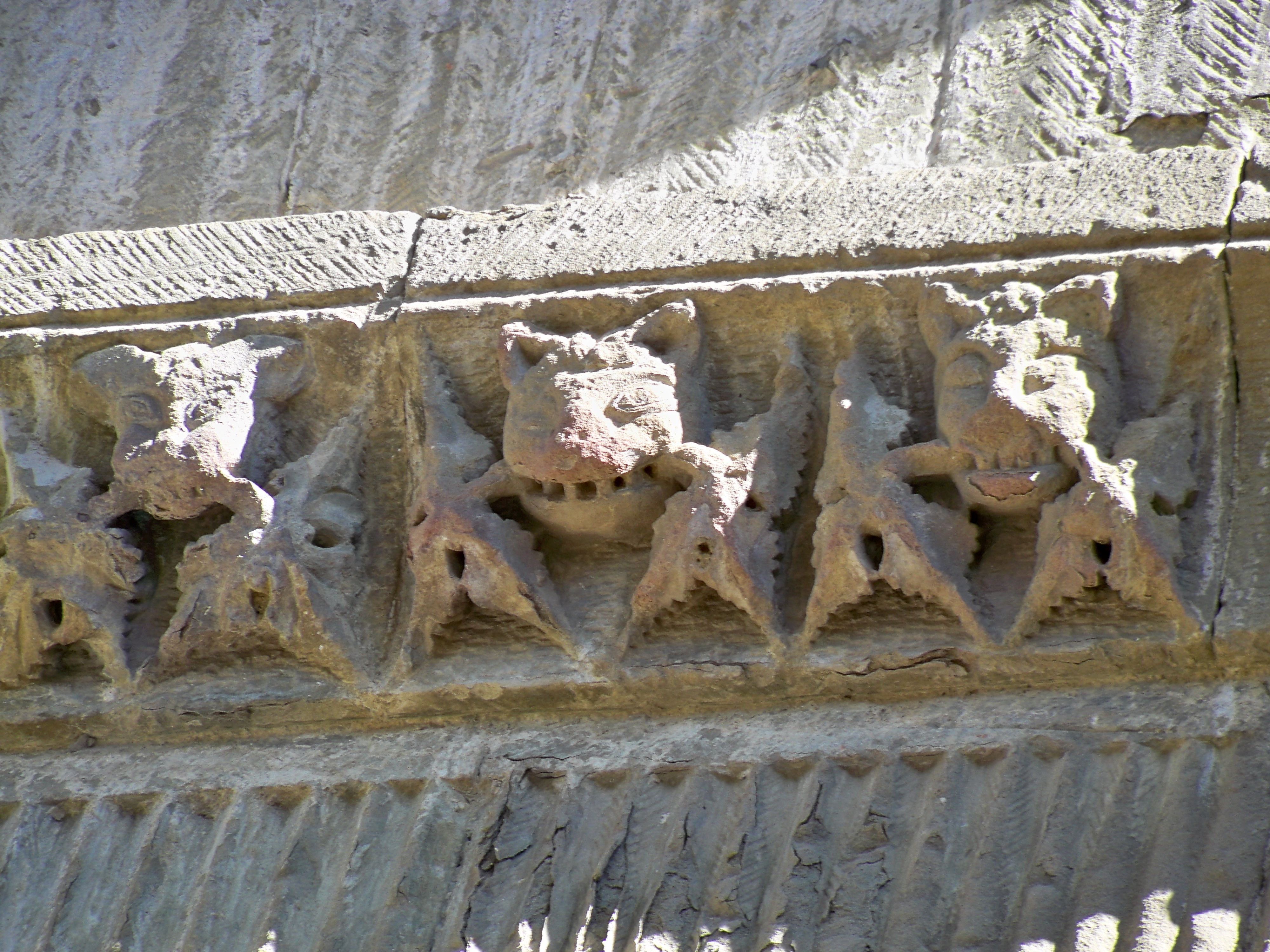
Feuilles de vigne dans la gueule de lion.
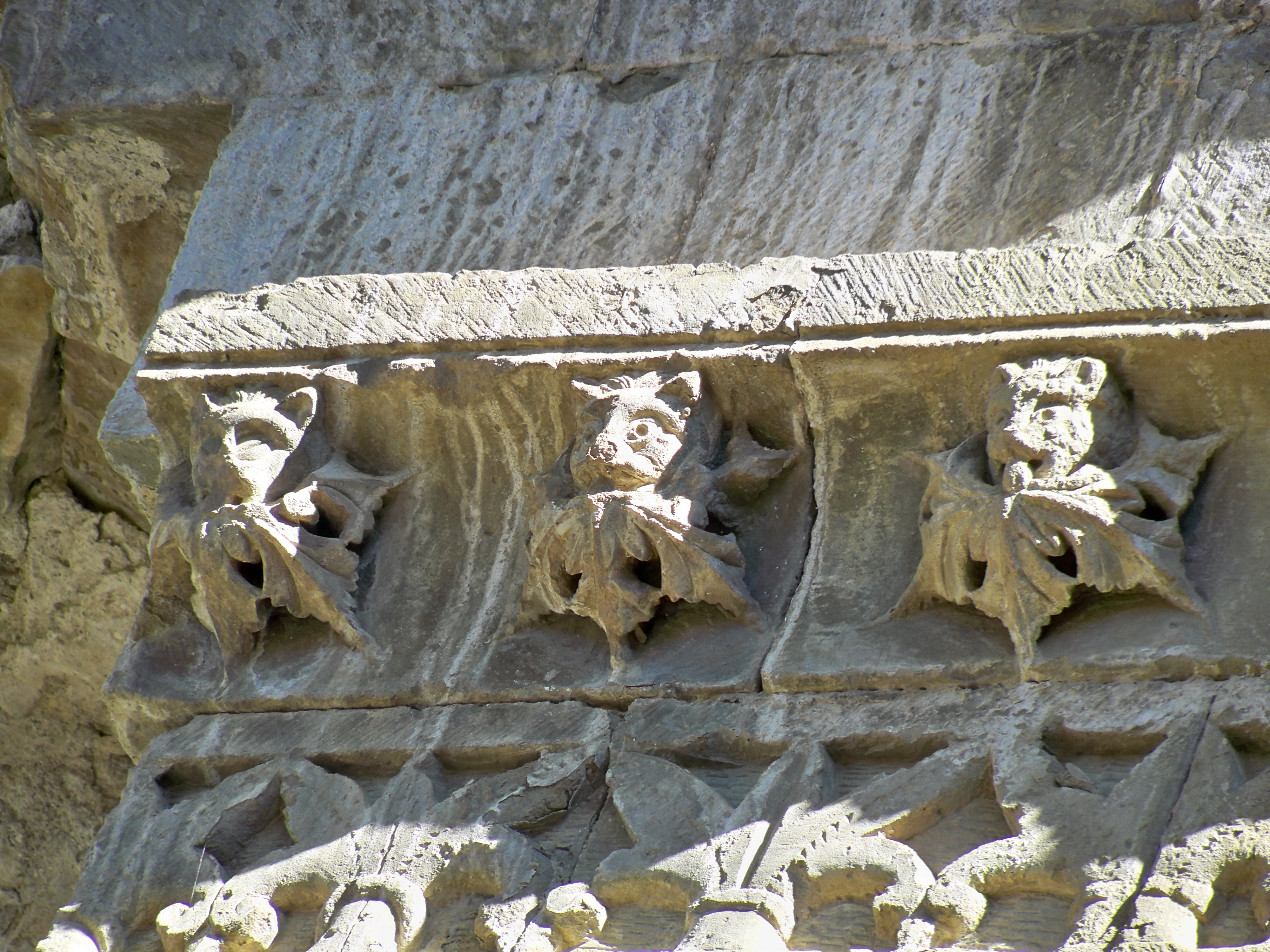
Feuilles de figuier dans la gueule de lion.